# Sismo da Armênia de 1679
O sismo da Armênia de 1679, também chamado sismo de Erevã ou sismo de Garni, ocorreu em 4 de junho na região de Erevã, na Armênia, então parte do Império Safávida. Numerosos edifícios foram destruídos como resultado do terremoto. Em Erevã, as estruturas mais notáveis foram danificadas. A fortaleza foi destruída, assim como as seguintes igrejas: Paulo-Pedro, Católica, Zoravor e Getsêmani. Além disso, a vila vizinha de Canaquer foi destruída. O Templo de Garni do Período Helenístico também desabou. Entre muitas igrejas e mosteiros que foram reduzidos a ruínas estavam Todo Salvador, São Sérgio de Uxi, São João, Guelarde e Cor Virape.